# 王典
王典，號龍懷，直隶淮安人，明朝官员，是一名明朝政治人物。萬曆丙子科舉人。
王典曾于1586年接替朱廷益任嘉定县知县一职，1586年由熊密接任。又任浙江樂清縣知縣。